# .de
.de – domena internetowa przypisana do niemieckich stron internetowych. Nazwa pochodzi od niemieckiej nazwy kraju, czyli Deutschland.
Początkowo za przydział adresów domeny .de odpowiadał Wydział Informatyki Uniwersytetu w Dortmundzie, stąd też adres internetowy tego uniwersytetu, uni-dortmund.de jest najstarszym zarejestrowanym adresem domeny. Z kolei od stycznia 1994 do końca 1999 domeną zarządzał Instytut Informatyki Uniwersytetu w Karlsruhe.